# Suramericano de Natación de 2004 - 1500 m. Libre Masculino
La prueba de 1500 m libre masculino del campeonato sudamericano de natación de 2004 se realizó el 27 de marzo de 2004, el tercer día de competencias del campeonato. Dos nadadores lograron la marca clasificatoria a los Juegos Olímpicos de Atenas 2004.

## Medallistas
| Evento       | Oro                            | Plata                                   | Bronce                            |
| ------------ | ------------------------------ | --------------------------------------- | --------------------------------- |
| 1500 m libre | Luiz Lima · Brasil · 15:42.16. | Juan Martin Pereyra Argentina 15:43.98. | Bruno Bonfim · Brasil · 16:05.61. |

## Resultados
| Posición | Carril | Nadador             | Tiempo        |
| -------- | ------ | ------------------- | ------------- |
| 1        | 4      | Luiz Lima           | 15:42.16. MCO |
| 2        | 7      | Juan Martin Pereyra | 15:43.98. MCO |
| 3        | 5      | Bruno Bonfim        | 16:05.61.     |
| 4        | 6      | Roberto Penalillo   | 16.06.45.     |
| 5        | 1      | Alejandro Gómez     | 16.08.86.     |
| 6        | 2      | Sebastian Arango    | 16.09.16.     |
| 7        | 3      | Gabriel Villagoiz   | 16.11.45.     |
| 8        | 8      | Carlos Canepa       | 16.50.84.     |